# An Sugil
An Su-gil (hangeul : 안수길), (1911-1977), est un écrivain et journaliste sud-coréen qui a consacré la majeure partie de son œuvre à dépeindre la vie des Coréens installés à Jiandao, en Mandchourie.  

## Biographie
An Su-gil (surnommé Nam-seok) est né le 3 novembre 1911 à Hamhŭng, dans la province de Hamgyŏng du Sud, actuellement en Corée du Nord. Sa famille s'est installée en Mandchourie alors qu'il n'avait que 11 ans avant de retourner dans sa ville natale après avoir terminé le collège. En 1927, il se retrouve exclu du lycée de Hamheung après avoir mené une campagne de protestation et est transféré au lycée Kyungshin à Séoul. Il est une nouvelle fois arrêté et expulsé pour sa participation au Soulèvement de Gwangju. En 1931, il fréquente l'université Waseda à Tokyo, mais se fait aussi renvoyer et repart en Corée. 
Il fait ses débuts littéraires en 1935 avec la publication de sa nouvelle Le directeur de l'hôpital de la croix-rouge (Jeoksipja byeongwonjang). Il immigre en Corée du Sud après la Libération en 1945 et devient professeur d'écriture à l'Institut de arts Sorabol à Séoul. Il a notamment publié une nouvelle intitulée Le troisième type d'homme (Jesam inganhyeong) qui raconte le quotidien d'une ville durant la Guerre de Corée. Il décède en 1977. 

## Œuvre
An Su-gil a essentiellement écrit sur la vie des paysans en Mandchourie et des personnes chassées de la Corée par l'impérialisme japonais venues trouver refuge dans ce pays. L'histoire de ces personnes est aussi un appel au patriotisme dans la mesure où même éloignés de leur terre natale, les personnages de ses récits trouvent la force de poursuivre leur vie précaire dans l'espoir de retourner au pays natal. La Mandchourie sert aussi de décor à son roman Jiandao du Nord (Bukgando, 1959-1967), une saga familiale en 5 volumes qui couvre environ 80 années d'histoire, entre la fin de l'époque Joseon et la fin de l'occupation japonaise. Il s'agit d'un roman fleuve retraçant l'histoire d'une famille émigrée en Mandchourie. 
Avec la publication de Le troisième type d'homme (Jesam inganhyeong, 1954), qui inclut la nouvelle 'histoire courte La solitude du voyageur (Yeosu), An est passé d'une écriture centrée sur les émigrés à une écriture sur la Corée de l'après guerre, et sur la détérioration de la moralité de ses semblables. Avec la publication de Conversation par écrit sur le premier amour (Choyeon pildam, 1955), il examine la réalité de la classe ouvrière dans les milieux urbains.